# Bonanza Peak
Il Bonanza Peak è una delle montagne più elevate delle North Cascades nello stato di Washington, della riserva naturale di Glacier Peak e della foresta nazionale di Wenatchee. Alto 2900 metri sul livello del mare, è il punto più alto nella contea di Chelan e la vetta non vulcanica più alta del Washington. La prominenza topografica del Bonanza Peak è pari a 1131 metri, cifra che lo rende il 26º in classifica nel Washington. La vetta maggiore più vicina è Glacier Peak, localizzata a 23,2 km a sud-ovest.
Il Bonanza Peak è fiancheggiato da tre grandi ghiacciai: il Company a nord, il Mary Green a est e l'Isella a sud. L'isolamento topografico è pari a 22,2 km.

## Storia
Bonanza Peak era originariamente chiamato monte North Star, con una montagna minore a sud-ovest chiamata invece Bonanza Peak. La prima mappa topografica della regione dell'USGS nel 1904, tuttavia, scambiò erroneamente i nomi e la denominazione dell'USGS rimase.
Bonanza Peak è stato raggiunto per la prima volta nel 1937 da Curtis I. James, Barrie James e Joe Leuthold, tutti membri dell'organizzazione dei Mazamas.

## Clima
Situata a est della fascia principale della catena delle Cascate, l'area intorno a Bonanza Peak è un po' più secca delle aree a ovest. Le estati possono portare temperature calde e temporali occasionali. A causa del clima temperato e della vicinanza all'Oceano Pacifico, le aree a ovest del gruppo montuoso sperimentano molto raramente temperature inferiori a -18 °C o superiori a 27 °C. Durante i mesi invernali, il tempo è generalmente nuvoloso, ma, a causa dei sistemi di alta pressione sull'Oceano Pacifico che si intensificano durante i mesi estivi, spesso c'è poca o nessuna copertura nuvolosa durante l'estate. A causa del influenza marittima, la neve tende ad essere umida e pesante, con conseguente alto rischio di valanghe.

## Geologia

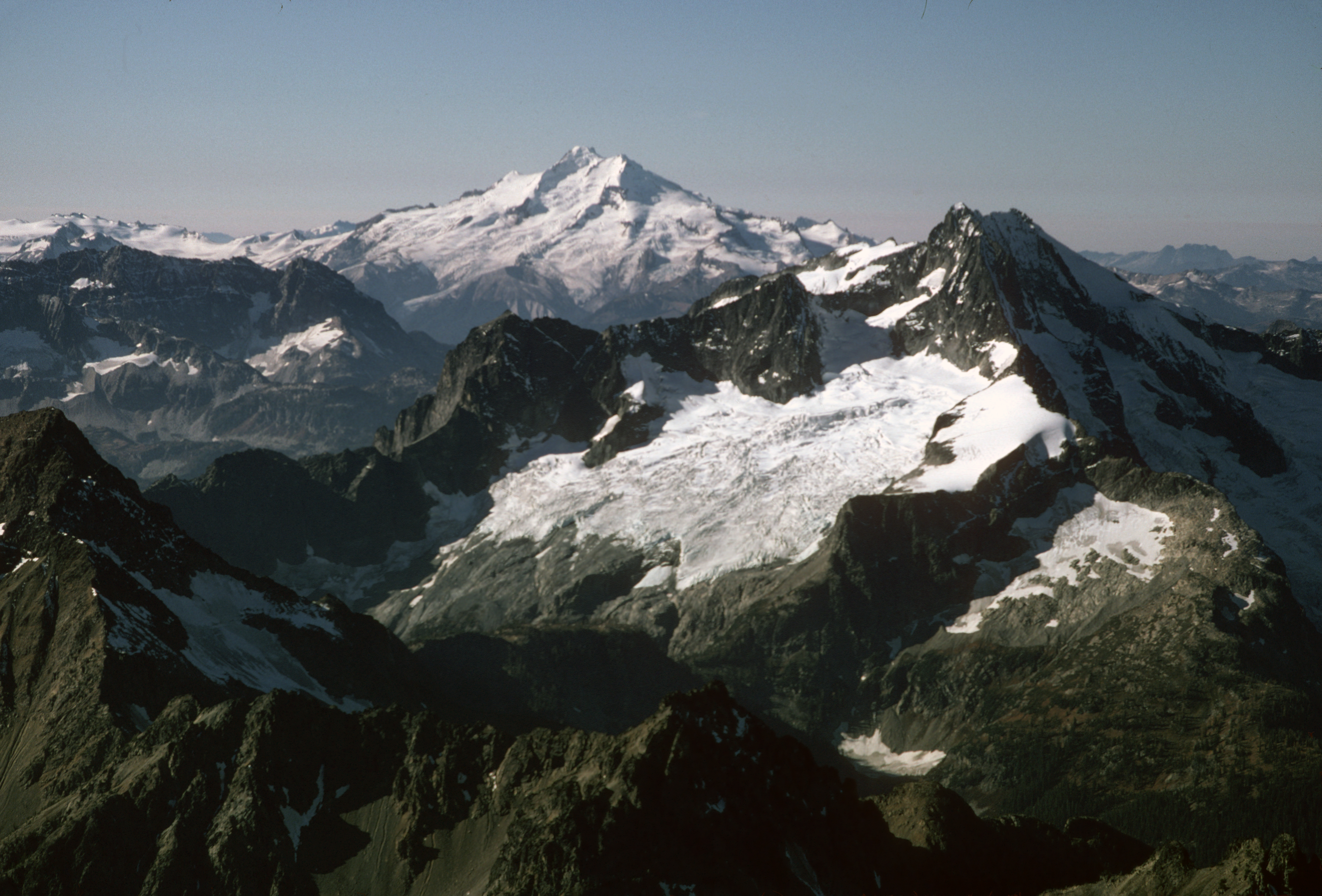
Panoramica aerea dacima del Martin Peak del Bonanza (a destra) e del Glacier Peak

Le North Cascades presentano alcune delle topografie più irregolari della catena delle Cascate, con picchi scoscesi, irte creste e profonde valle glaciali. Gli eventi geologici verificatisi svariati millenni fa hanno contribuito a creare la topografia odierna e i drastici cambiamenti di elevazione sulla catena delle Cascate hanno generato le conseguenti differenze in termini climatici tra i versanti est ed ovest del gruppo montuoso. Grazie a tali fattori, è stato comunque possibile per più numerose specie vegetali attecchire in tale regione.
L'arco vulcanico delle Cascate appare direttamente sopra una zona di subduzione, quella della Cascadia. L'episodio che segnò l'origine della maggior parte della catena delle Cascate cominciò 36 milioni di anni fa. Il resto della placca Farallon viene chiamata Juan de Fuca. In concomitanza con la diminuzione dell'attività vulcanica, durante il Miocene (17-12 milioni di anni fa), quantità colossali di basalto si riversarono nell'attuale bacino del Columbia. Con la separazione simultanea della placca Explorer e l'ispessimento della zona di subduzione, l'angolo del piano di Wadati-Benioff aumentò. L'attrito si fece più intenso, il rilievo aumentò e il vulcanesimo riprese.
Durante il Pleistocene, ovvero oltre due milioni di anni fa, la glaciazione smise di avanzare e si ritirò continuando a deformare il paesaggio, lasciando depositi di detriti rocciosi. La sezione trasversale a forma di "U" delle valli fluviali è conseguenza della recente glaciazione. La prosecuzione dell'orogenesi e la presenza di faglie in combinazione con le ultime glaciazioni risultano i principali responsabili delle caratteristiche geomorfologiche assunte dalle alte vette e dalle profonde valli dell'area delle North Cascades.

## Galleria d'immagini

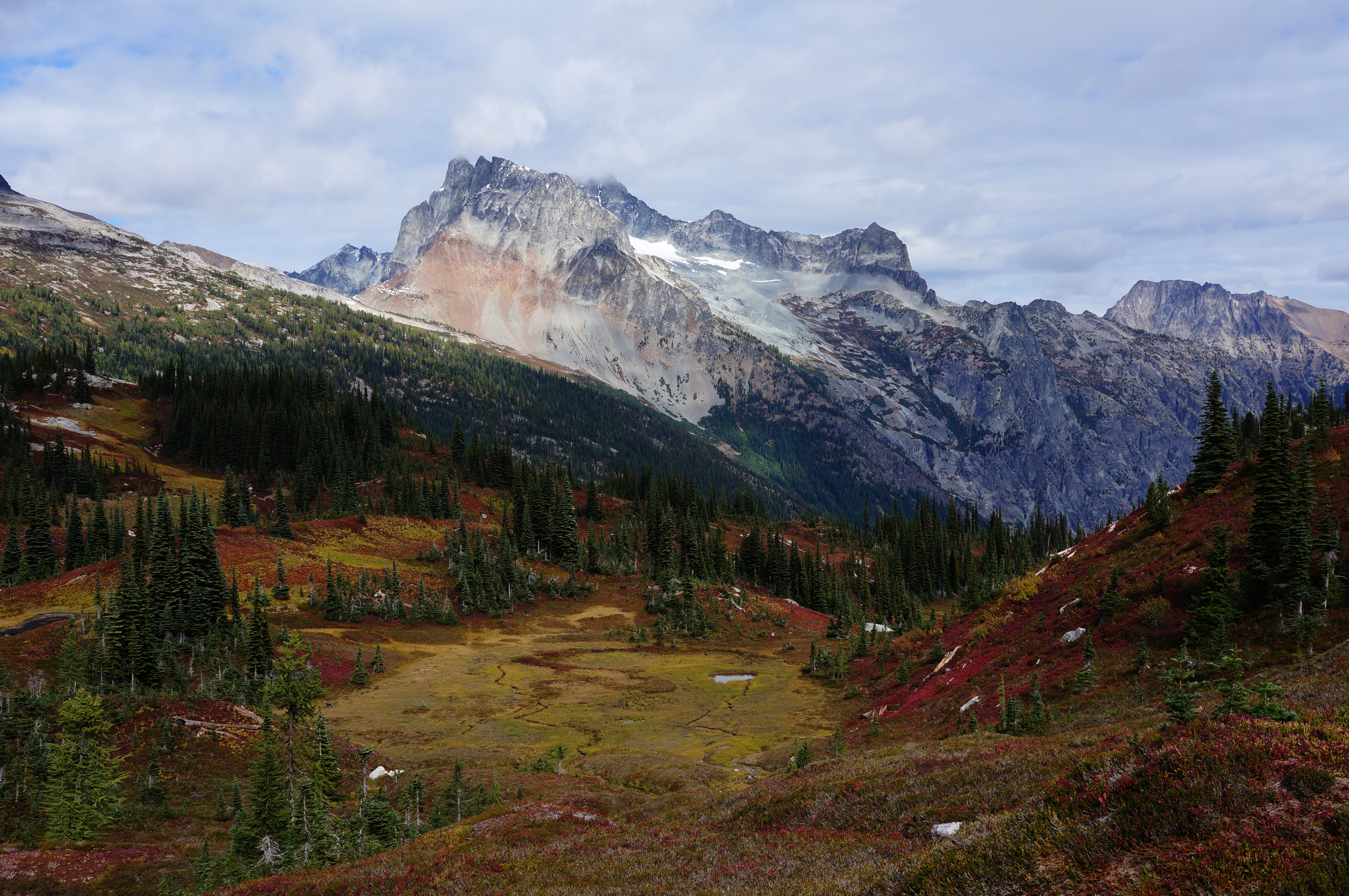
Il Bonanza visto dai laghi Lyman
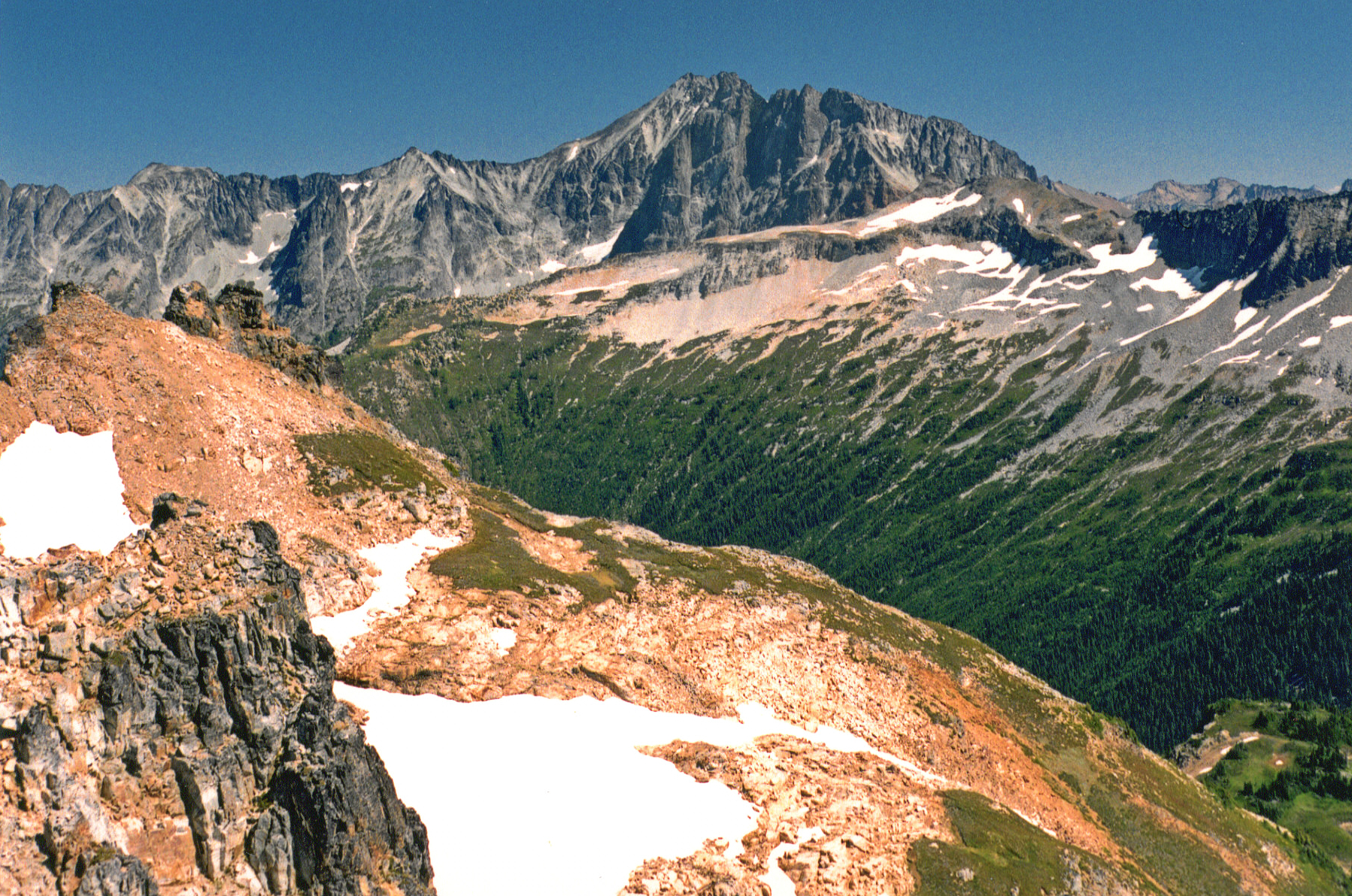
Il Bonanza e il North Star visti dal monte Plummer